# Douris (tiran)
Douris (Oudgrieks: Δούρις; ca. 352 - ca. 260 v.Chr.), zoon van Scaeus, was een tiran van Samos, en een afstammeling van Alcibiades van Athene.
Hij was een leerling van Theophrastus. Over zijn regering valt weinig te vertellen, maar een aantal filosofische en historische werken, die hij op latere leeftijd schreef, zijn ons fragmentarisch overgeleverd door auteurs als Diodorus, Diogenes Laërtius, Athenaeus en ook Plutarchus. Hij schreef een geschiedenis over Samos in twee boeken, een drieëntwintig boeken tellende geschiedenis van Griekenland, een geschiedenis van Macedonië en een vierdelige biografie van Agathocles - waarvan Plutarchus gebruik maakte. Zijn werken handelden blijkbaar vooral over sensationele geschiedenis en anekdotes.

## Referentie
- J. Hazel, art. Duris (2), in J. Hazel, Who's Who in the Greek World, Londen - New York, 2001 (= 1999), p. 89.

- Bibsys: 95001472
- Biblioteca Nacional de España: XX1329947
- Gemeinsame Normdatei: 118528289
- International Standard Name Identifier: 0000 0000 6301 0776
- Library of Congress Control Number: n90715645
- Nationale Bibliotheek van Israël: 987007280894205171
- Nederlandse Thesaurus van Auteursnamen: 069922756
- Réseau des bibliothèques de Suisse occidentale: 02-A010075355
- Istituto Centrale per il Catalogo Unico: SBNV099064
- Système universitaire de documentation: 030072808
- Virtual International Authority File: 89474613